# 1972 dans les parcs de loisirs
| Années des parcs de loisirs : 1969 - 1970 - 1971 - 1972 - 1973 - 1974 - 1975    |
| Décennies des parcs de loisirs : 1940 - 1950 - 1960 - 1970 - 1980 - 1990 - 2000 |

## Parcs d'attractions

### Ouverture
- Kings Island ( États-Unis)
- Opryland USA ( États-Unis)
- Safaripark ( Allemagne)
- Tivoli World ( Espagne)

### Fermeture
- Playland (San Francisco) (en) ( États-Unis)

## Attractions

### Montagnes russes

#### Délocalisations
| Nom                                  | Type/Modèle                          | Constructeur | Parc                       | Pays        | Anciennement               |
| ------------------------------------ | ------------------------------------ | ------------ | -------------------------- | ----------- | -------------------------- |
| Water Chute Devenu Log Ride en 2005. | Bois, aquatiques à friction latérale |              | Ocean Beach Amusement Park | Royaume-Uni | Water Chute à Kursaal (en) |

#### Nouveautés
| Nom                                                                          | Type/Modèle                          | Constructeur                       | Parc                          | Pays        |
| ---------------------------------------------------------------------------- | ------------------------------------ | ---------------------------------- | ----------------------------- | ----------- |
| Bavarian Beetle                                                              | Assises/Galaxi                       | S.D.C.                             | Kings Island                  | États-Unis  |
| Dexter Frebish's Electric Roller Ride Devenu Excalibur en 1981.              | Train de la mine                     | Arrow Dynamics                     | AstroWorld                    | États-Unis  |
| Fire In The Hole                                                             | en intérieur                         |                                    | Silver Dollar City            | États-Unis  |
| Flying Dutchman                                                              | Montagnes russes en métal            | Pinfari                            | Dorney Park                   | États-Unis  |
| Jet Star                                                                     | Assises/Jet Star                     | Anton Schwarzkopf                  | Santa Cruz Beach Boardwalk    | États-Unis  |
| Jumbo Jet                                                                    | Assises/Jet Star 3                   | Anton Schwarzkopf                  | Cedar Point                   | États-Unis  |
| Jumbo Jet                                                                    | Assises/Jet Star 3                   | Anton Schwarzkopf                  | Steeplechase Park             | États-Unis  |
| Montaña Rusa                                                                 | Assises/Zyklon                       | Mundial Park                       | Tivoli World                  | Espagne     |
| Montaña Rusa Infantil                                                        | Junior                               |                                    | Tivoli World                  | Espagne     |
| Racing                                                                       | Métal                                | Zierer                             | Bakken                        | Danemark    |
| Rock n' Roller Coaster                                                       | Train de la mine                     | Arrow Dynamics                     | Opryland USA                  | États-Unis  |
| Scooby Doo Devenu Fairly Odd Coaster en 2006 puis Woodstock Express en 2010. | Bois                                 | Philadelphia Toboggan Company      | Kings Island                  | États-Unis  |
| Super Big Gulp                                                               | Assises/Jet Star 2                   | Anton Schwarzkopf                  | Playland                      | Canada      |
| The Racer                                                                    | Bois racing                          | Philadelphia Toboggan Company      | Kings Island                  | États-Unis  |
| Twin Toboggans                                                               | Assises/Toboggan                     | Chance Manufacturing Company, Inc. | Hersheypark                   | États-Unis  |
| Water Chute                                                                  | Bois, aquatiques à friction latérale |                                    | Great Yarmouth Pleasure Beach | Royaume-Uni |

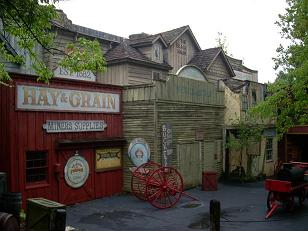
Fire in the Hole à Silver Dollar City
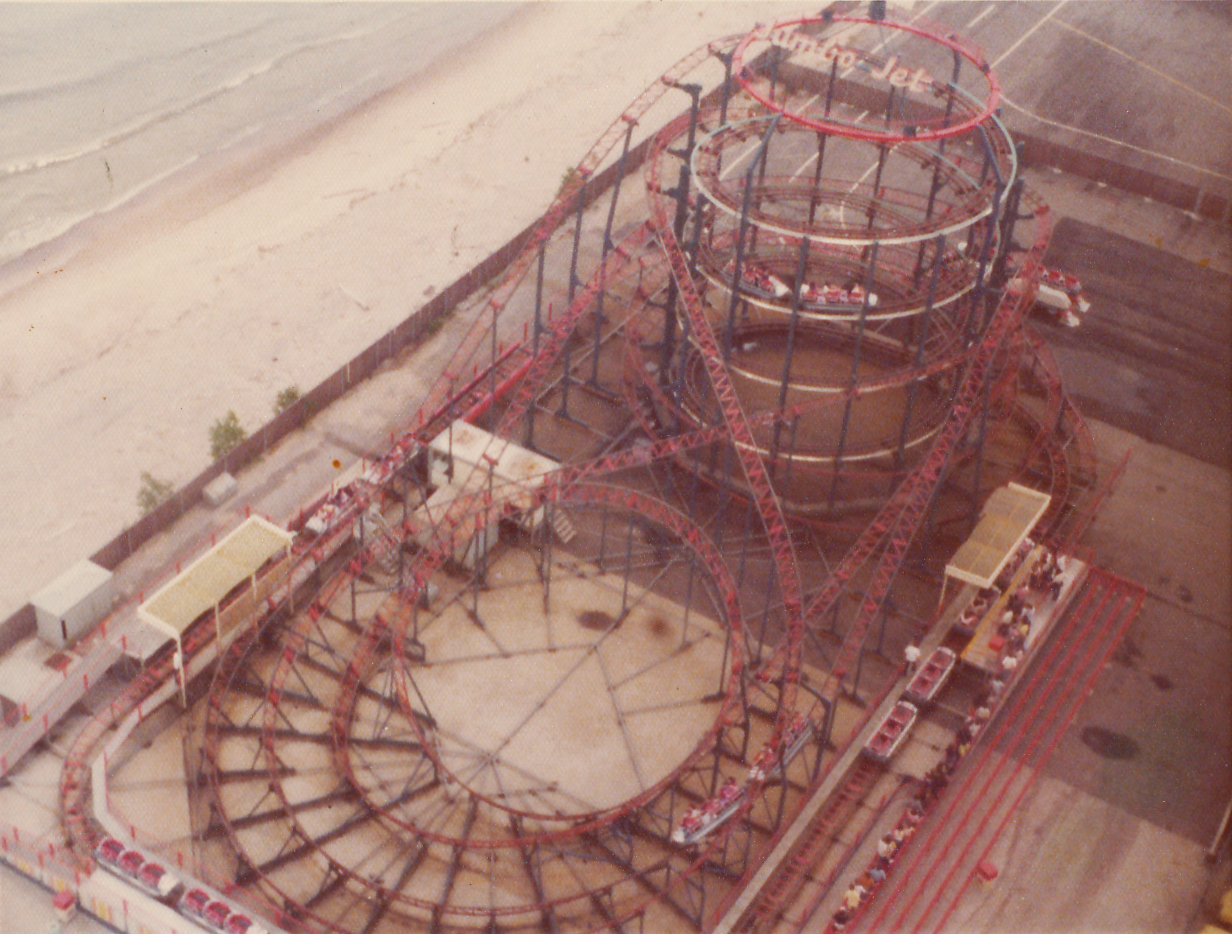
Jumbo Jet à Cedar Point
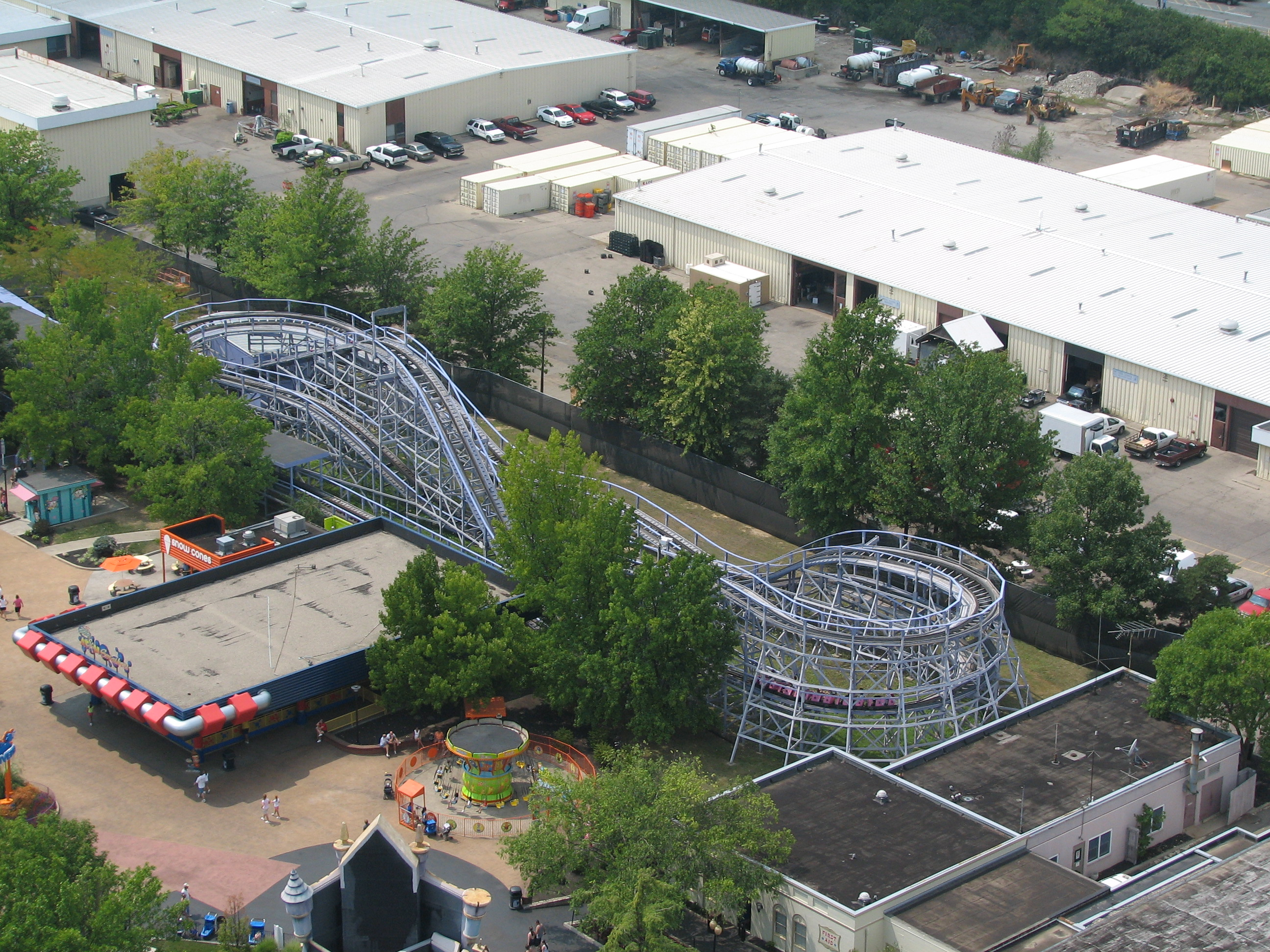
Scooby Doo à Kings Island
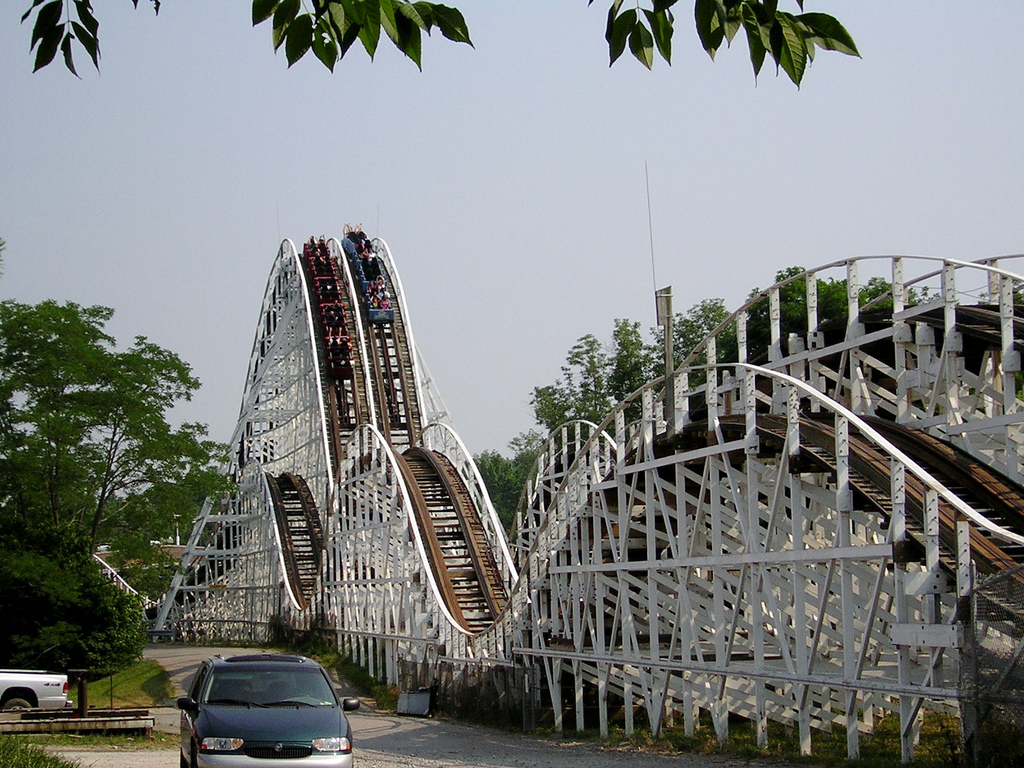
The Racer à Kings Island

### Autres attractions
| Nom                              | Type/Modèle                    | Constructeur                   | Parc                       | Pays       |
| -------------------------------- | ------------------------------ | ------------------------------ | -------------------------- | ---------- |
| Country Bear Jamboree            | Spectacle d'audio-animatronics | WED Enterprises                | Disneyland                 | États-Unis |
| Dolfinarium                      | Delphinarium                   |                                | Boudewijn Seapark          | Belgique   |
| Enchanted Voyage                 | Parcours scénique              | Arrow Development              | Kings Island               | États-Unis |
| Giant Wheel                      | Grande roue                    | Anton Schwarzkopf              | Cedar Point                | États-Unis |
| Grand Ole Carousel               | Carrousel                      | Philadelphia Toboggan Coasters | Six Flags St. Louis        | États-Unis |
| Halley's Comet                   | Round-up                       |                                | Kings Island               | États-Unis |
| If You Had Wings                 | Parcours scénique              | WED Enterprises                | Magic Kingdom              | États-Unis |
| Jet Stream                       | Bûches                         | Arrow Dynamics                 | Magic Mountain             | États-Unis |
| Pirates Cove                     | Parcours scénique              |                                | Waldameer Park             | États-Unis |
| Race For Your Life Charlie Brown | Bûches junior                  | Arrow Dynamics                 | Kings Island               | États-Unis |
| Scrambler                        | Scrambler                      | Eli Bridge Company             | Hersheypark                | États-Unis |
| Shazam                           | Scrambler                      | Eli Bridge Company             | Six Flags Over Mid-America | États-Unis |
| Tuf-Tuf Express                  | Train à vapeur                 |                                | Meli Park                  | Belgique   |

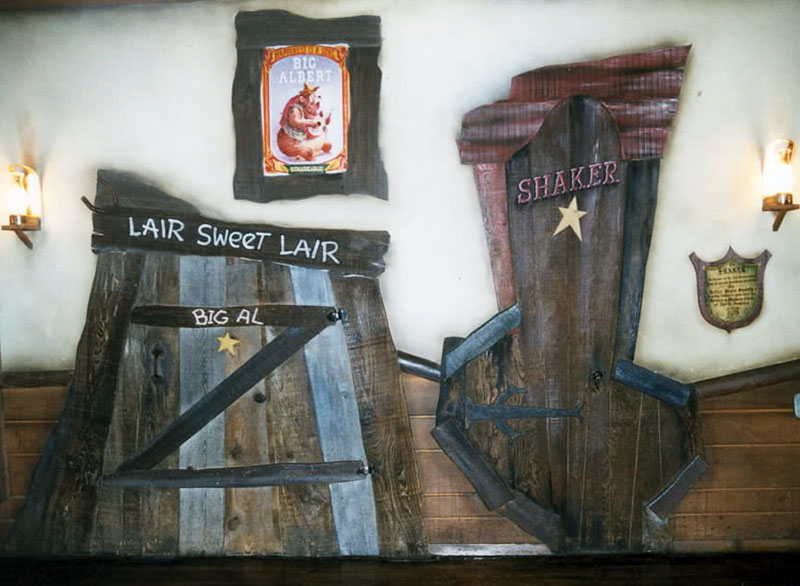
Décors de Country Bear Jamboree à Disneyland
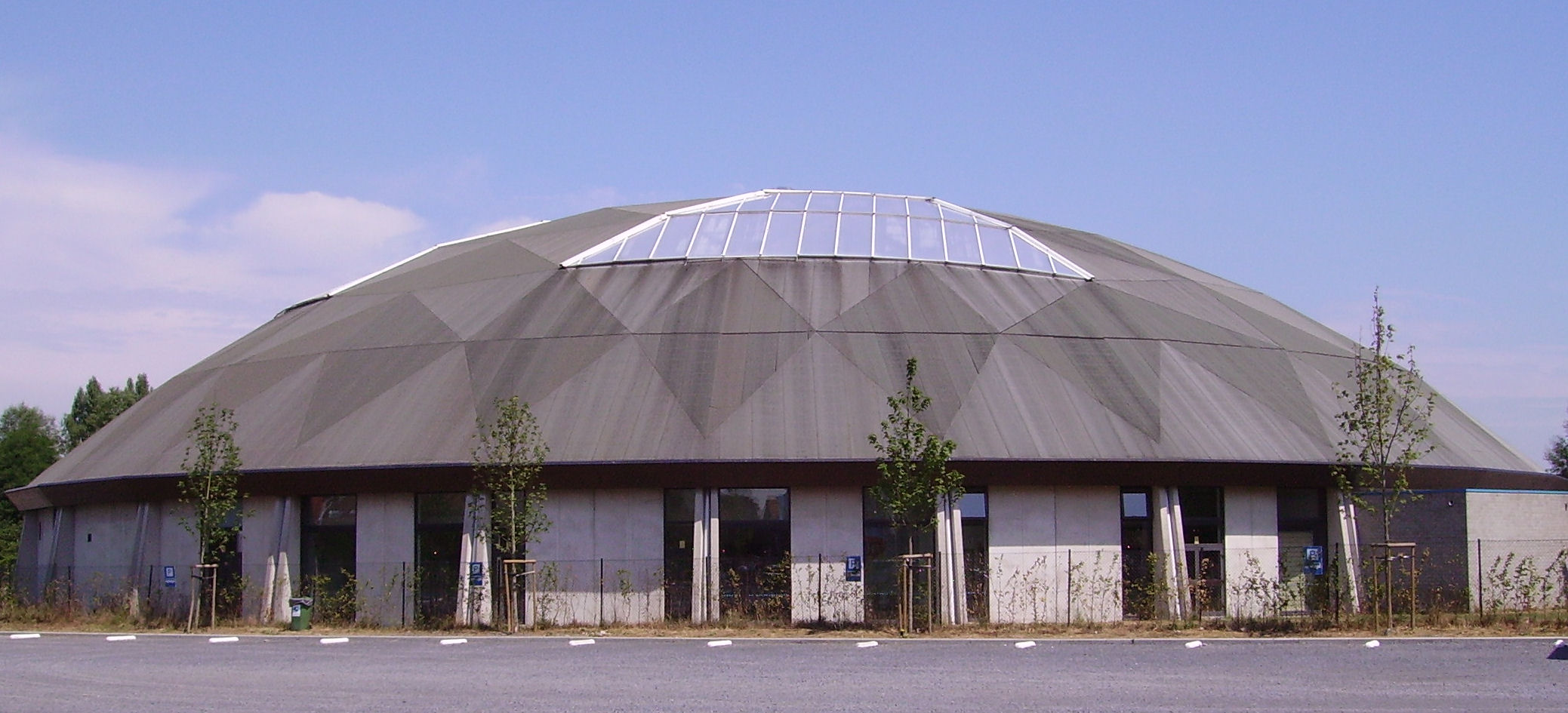
Dolphinarium à Boudewijn Seapark
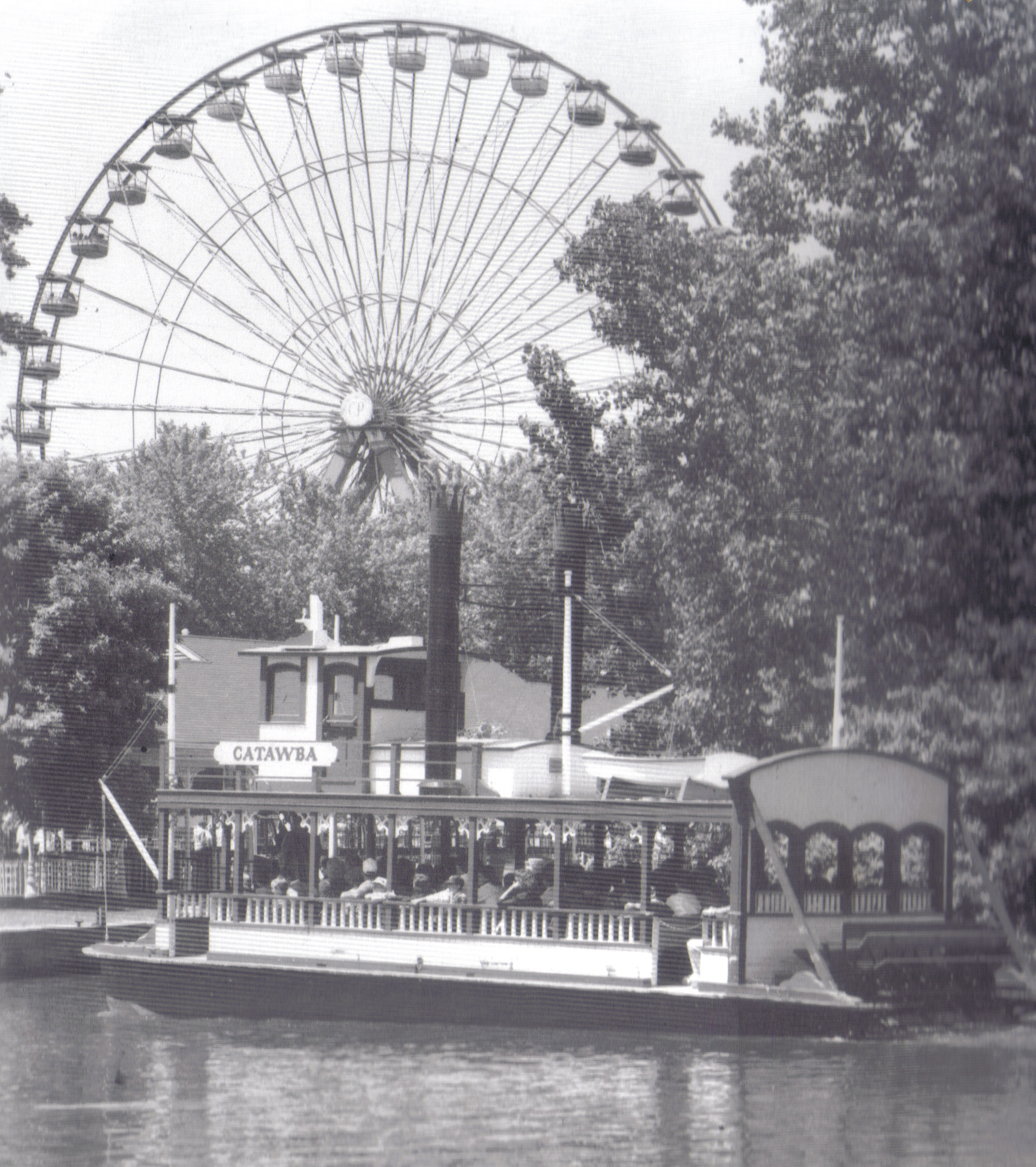
Giant Wheel à Cedar Point
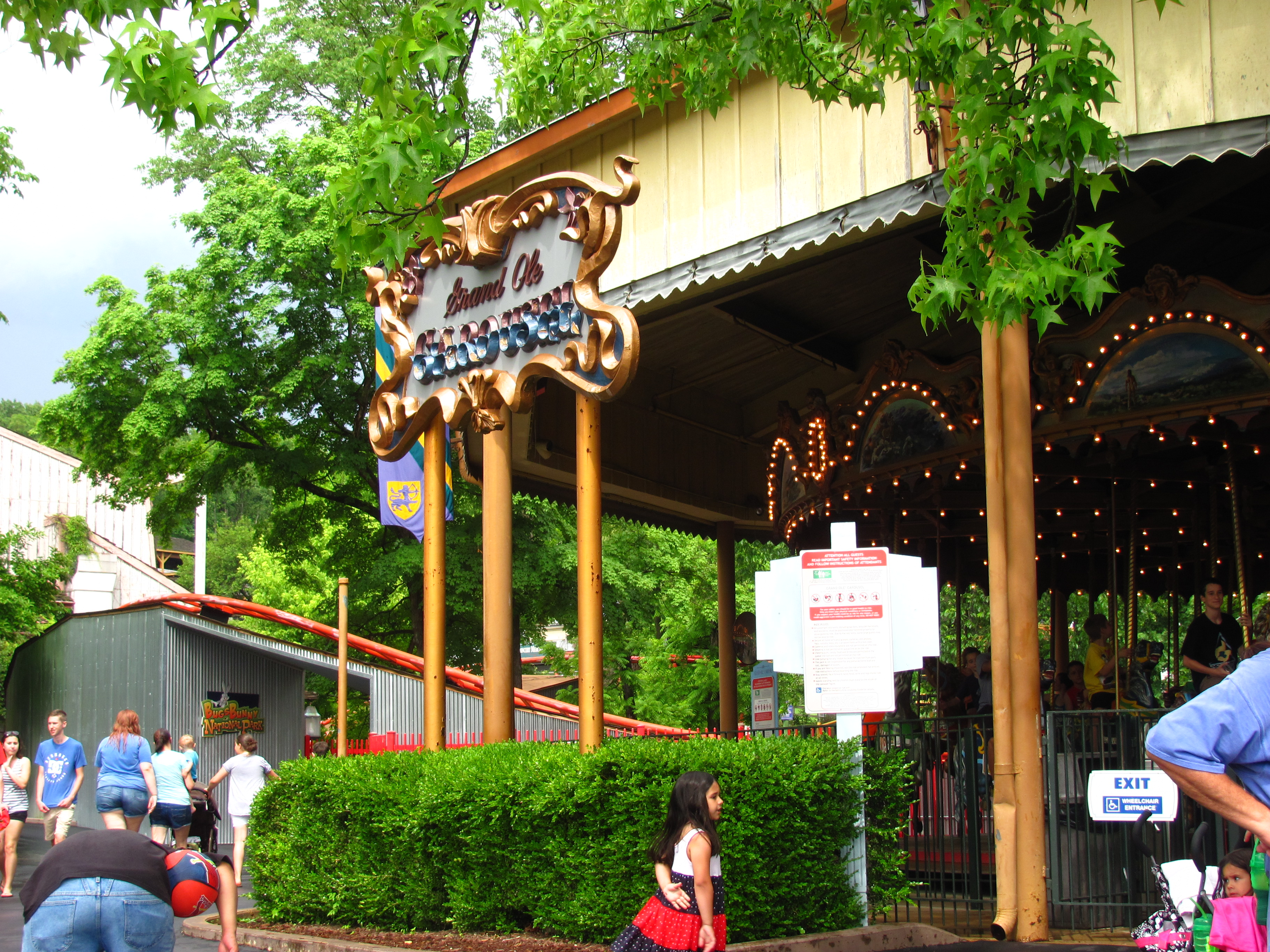
Grand Ole Carousel à Six Flags St. Louis
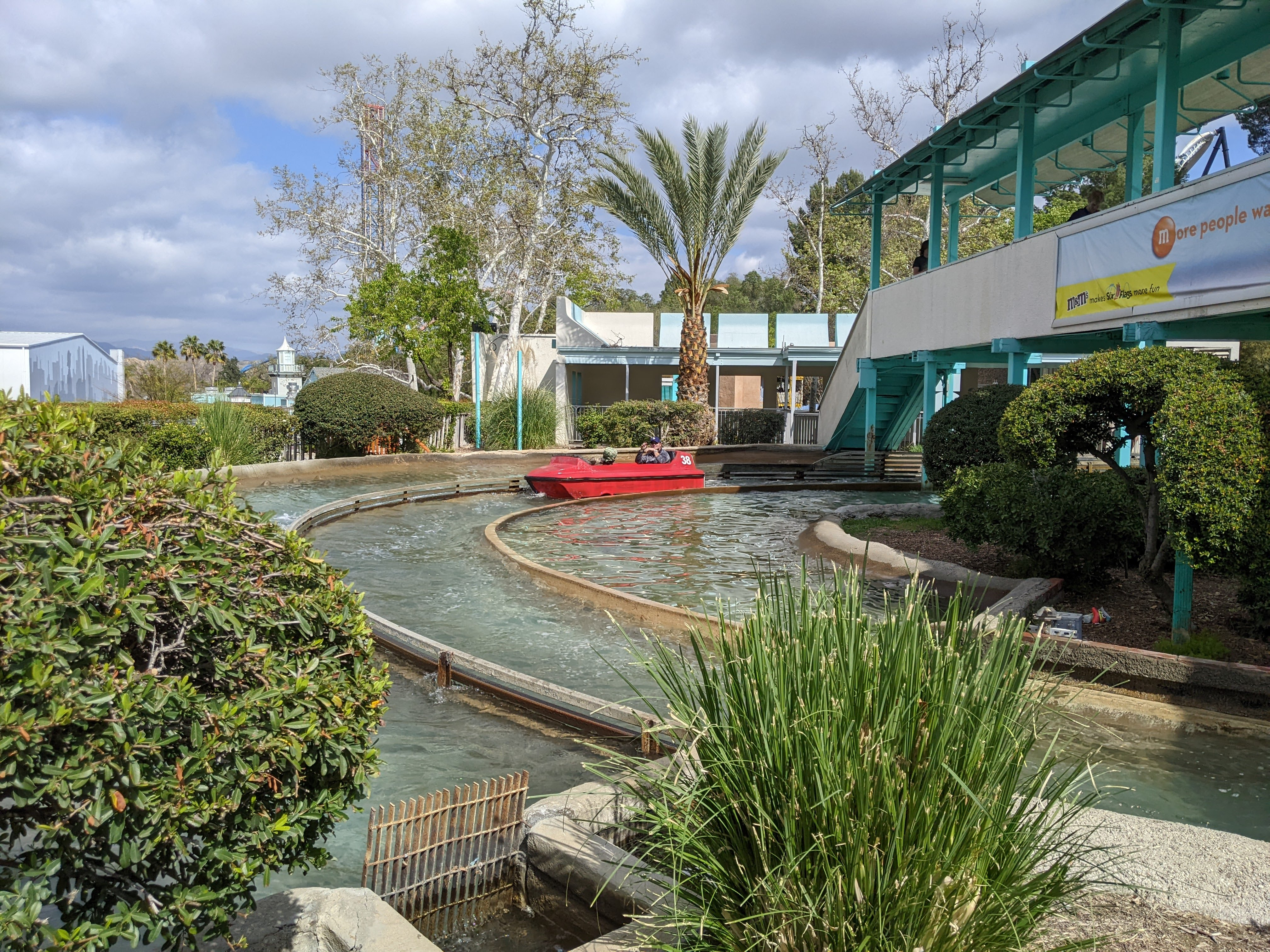
Jet Stream à Six Flags Magic Mountain
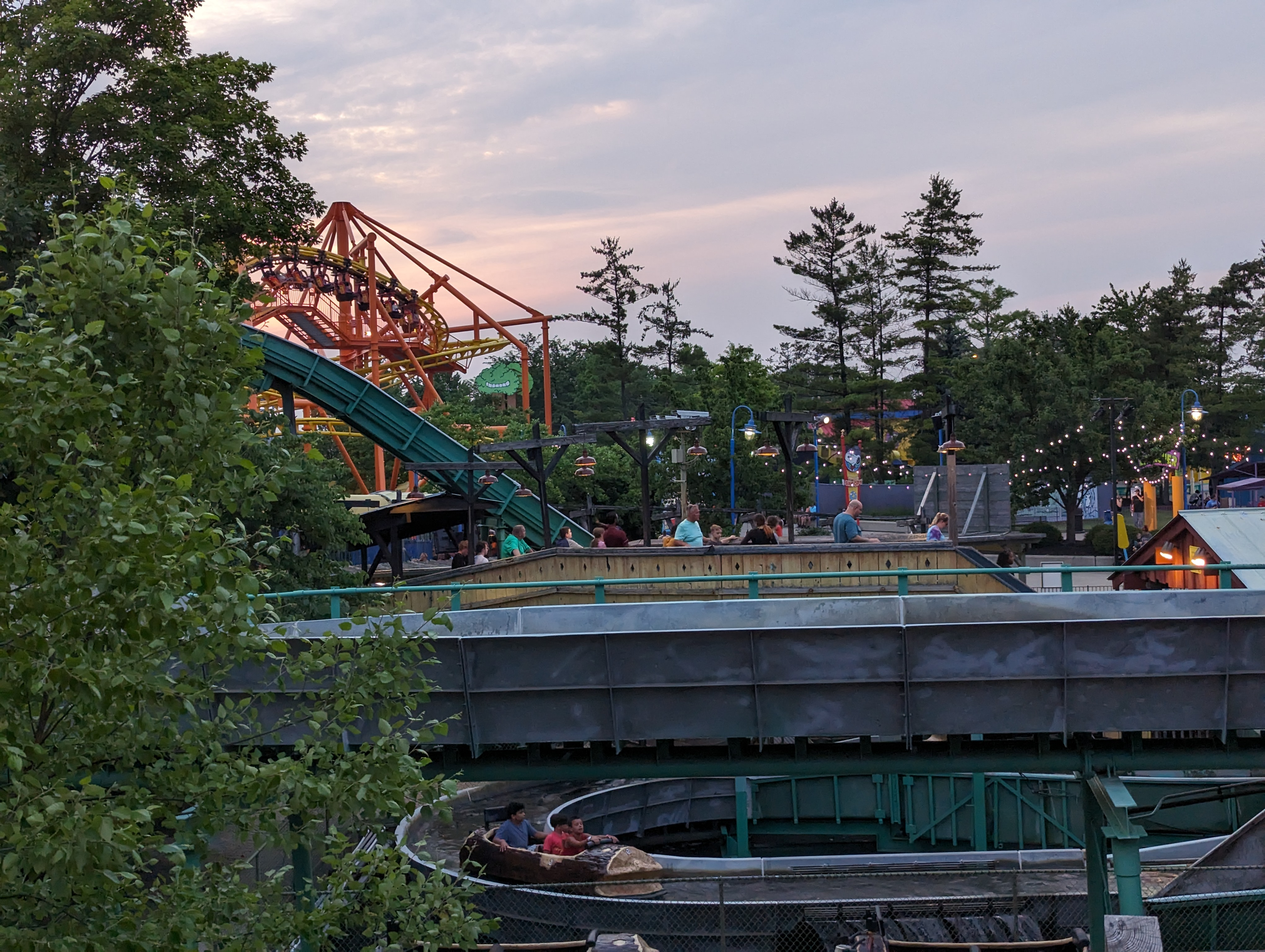
Race For Your Life Charlie Brown à Kings Island